# (8316) Wolkenstein
(8316) Wolkenstein (3002 P-L) – planetoida z grupy pasa głównego asteroid okrążająca Słońce w ciągu 5,19 lat w średniej odległości 3 au. Odkryta 24 września 1960 roku.